# ديفيد إي. وليامز
ديفيد إي. وليامز (بالإنجليزية: David E. Williams)‏ هو رسام بريطاني، ولد في 1933، وتوفي في 1985.